# 미즈사와 케이
미즈사와 케이(瑞沢渓, 1975년 9월 14일 ~ )는 일본의 여성성우. 옐로틸 소속. 나가사키현 출신.

## 출연작품

### TV 애니메이션
2008년
- 연희무쌍 (주유)

### 게임
2001년
- Pia♥캐롯에 어서오세요!!3 (후유키 미하루) : 카와시마 리노 (かわしまりの) 명의

2002년
- 腐り姫 ~euthanasia~ (히노카와 요시노) : 카와시마 리노 (かわしまりの) 명의
- 행살·신선조 (히지카타 토시에) : 카와시마 리노 (かわしまりの) 명의
- Maids in Dream (스즈란) : 카와시마 리노 (かわしまりの) 명의
- 비스트로 큐피트 (크리스 워터)
- 아침이 오지 않는 밤에 안겨 -ETERNAL NIGHT- (소마 미소라) : 카와시마 리노 (かわしまりの) 명의
- Sultan ~The Lovesong is Forever~ (롯타) : 카와시마 리노 (かわしまりの) 명의
- 아이카기 ~해바라기와 그녀의 실내복~ (하즈키 치카) : 카와시마 리노 (かわしまりの) 명의

2003년
- 쇼콜라 ~maid cafe "curio"~ PC판 (타치바나 사아캬) : 카와시마 리노 (かわしまりの) 명의

2004년
- ENSEMBLE ~춤추는 날개의 앙상블~ (미사키 후미오) : 카와시마 리노 (かわしまりの) 명의
- 컬러풀 하트 ~12인의 큐루룽~ (사쿠라미 하야토) : 카와시마 리노 (かわしまりの) 명의
- Forest (아메노모리 노조미) : 카와시마 리노 (かわしまりの) 명의
- 체리슈 피자는 어떻습니까♥ (사쿠라이 치요) : 카와시마 리노 (かわしまりの) 명의
- Canvas2 ~천색의 팔레트~ (타케우치 마미) : 카와시마 리노 (かわしまりの) 명의
- Dear My Friend (쿠시로 마이) : 카와시마 리노 (かわしまりの) 명의
- ANGEL BULLET (토비타 츠토리) : 카와시마 리노 (かわしまりの) 명의

2005년
- 파스텔 차임 컨티뉴 (린도 사야) : 카와시마 리노 (かわしまりの) 명의
- 불꽃의 임신 전학생 (유메노 카나에, 히카베 루리, 나라하시 카에데) : 카와시마 리노 (かわしまりの) 명의
- Natural Another One 2nd -Belladonna- (야치구사 이츠키) : 카와시마 리노 (かわしまりの) 명의
- 히메쇼! (시키시 마코코) : 카와시마 리노 (かわしまりの) 명의
- 스쿨 페스타 (이노우에 미유키) : 카와시마 리노 (かわしまりの) 명의
- FESTA!! -HYPER GIRLS POP- (쿠온지 린) : 카와시마 리노 (かわしまりの) 명의

2006년
- 키스미미!! ~Kiss! Me! Me!~ (아이카와 마오) : 카와시마 리노 (かわしまりの) 명의
- 진한색Chu!Lips (모치즈키 린카) : 카와시마 리노 (かわしまりの) 명의
- 메이드씨와 대검 (미츠루기 사쿠야) : 카와시마 리노 (かわしまりの) 명의
- 루나소라 (어스) : 카와시마 리노 (かわしまりの) 명의
- 깊은 산골짜기에 흐르는 노래 (루티나 페란) : 카와시마 리노 (かわしまりの) 명의
- Canvas2 DVD EDITION (타케우치 마미) : 카와시마 리노 (かわしまりの) 명의
- 던전 크루세이더즈 (아야노 노이엔돌프) : 카와시마 리노 (かわしまりの) 명의

2007년
- 연희무쌍 ~두근☆소녀들의 삼국지 연의~ (주유) : 카와시마 리노 (かわしまりの) 명의
- 카타하네 (세로 사데, 류류) : 카와시마 리노 (かわしまりの) 명의
- EVE new generation X (카츠라기 야요이) : 카와시마 리노 (かわしまりの) 명의
- R.U.R.U.R ~루·루·루·루~ 이 이 때문에, 적어도 깨끗한 밤하늘을 (R-코바토무기, F605) : 카와시마 리노 (かわしまりの) 명의
- HoneyComing (쿠레바야시 츠카사, 타가야 마미) : 카와시마 리노 (かわしまりの) 명의
- 러브데스2 ~Realtime Lovers~ (스미카와 코토) : 카와시마 리노 (かわしまりの) 명의
- 텔레비전이 사라진 날 (와카나 마히로) : 카와시마 리노 (かわしまりの) 명의
- 드라크리우스 (엘세란트 디 아노이안스) : 카와시마 리노 (かわしまりの) 명의
- Dies irae -Also sprach Zarathustra- (사쿠라이 케이) : 카와시마 리노 (かわしまりの) 명의
- 그리고 내일의 세계에서 (아시야 우미) : 카와시마 리노 (かわしまりの) 명의
- 혁염의 인가노크 (키아) : 카와시마 리노 (かわしまりの) 명의

2008년
- 마계천사 지브릴 -episode3- (란바시 히토미) : 카와시마 리노 (かわしまりの) 명의
- 콘체르토 노트 (칸나기 리토) : 카와시마 리노 (かわしまりの) 명의
- 늦여름 문안 인사 올립니다. ~너와 보냈던 그날과 지금과~ (나루코 카나) : 카와시마 리노 (かわしまりの) 명의
- 초앙섬인 하루카 (스바루) : 카와시마 리노 (かわしまりの) 명의
- 학원☆신선조! ~소녀 마음과 국중법도~ (히지카타 토시오) : 카와시마 리노 (かわしまりの) 명의
- 전투 처녀 발키리2「주여, 추잡한 저를 용서해 주세요……」 (로키) : 카와시마 리노 (かわしまりの) 명의
- 아오이시로 (코하쿠)
- 여름하늘 저편 (쿄고쿠 후미오) : 카와시마 리노 (かわしまりの) 명의
- G선상의 마왕 (우사미 하루) : 카와시마 리노 (かわしまりの) 명의
- 프리마☆스텔라 (키리시마 유우) : 카와시마 리노 (かわしまりの) 명의
- 껍질 소녀 (토키사카 유카리, 츠키시마 오리히메) : 카와시마 리노 (かわしまりの) 명의
- 이터널 킹덤 멸망의 마녀와 전설의 검 (아슈레이) : 카와시마 리노 (かわしまりの) 명의
- 그것은 흩날리는 벚꽃처럼(유우키 히카리) : 카와시마 리노 (かわしまりの) 명의
- 칠흑의 샤르노스 (메어리 클러리서 크리스티) : 카와시마 리노 (かわしまりの) 명의

2009년
- 츤인 그녀 데레인 그녀 (니노미야 나기) : 카와시마 리노 (かわしまりの) 명의
- 헬리오트로프 -그것은 죽음에 이르는 신의 사랑- (후카호리 치아키) : 카와시마 리노 (かわしまりの) 명의
- 진지하게 날 사랑해! (마르기테 에베르바흐) : 카와시마 리노 (かわしまりの) 명의
- 새하얀 색 심포니 -Love is pure white- (야츠즈카 마치) : 카와시마 리노 (かわしまりの) 명의

2010년
- 멋진 나날들 ~불연속존재~ (미나카미 유키) : 카와시마 리노(かわしまりの) 명의